# Fórum de Naviraí
O Fórum de Naviraí é uma unidade jurisdicional pertencente ao Tribunal de Justiça do Estado de Mato Grosso do Sul e com sede na cidade brasileira de Naviraí, estado de Mato Grosso do Sul. Sendo uma comarca de segunda entrância, se situa a mais de 350 quilômetros da capital do estado.

## História
A Comarca de Naviraí foi criada em 29 de novembro de 1973, dez anos após a criação do município. As bênçãos de suas instalações pelo então bispo de Dourados Dom Teobaldo Leitz (Ordem Franciscana Menor). Foi instalada em 11 de janeiro de 1975, no prédio destinado ao fórum da comarca na Praça Filinto Muller. O primeiro magistrado foi Dr Frederico Galembock empossado em 17 de fevereiro de 1975 às 14 horas.
A estrutura era antiga e que não comportava mais o arquivo, o qual estava sendo improvisado até mesmo nos próprios cartórios. Com a entrega do novo prédio, inaugurado em 15 de Janeiro de 2009 e construído no período de 14 meses, o município ganha não apenas uma estrutura de salas e gabinetes novos e mais espaçosos, mas um arquivo anexo que irá solucionar a questão. Dessa forma, ganham os juízes, servidores e a população em geral que contará com um espaço da justiça capaz de bem recebê-los e, por conseguinte, melhorar a própria prestação jurisdicional.

## Infraestrutura
O Fórum de Naviraí possui área total edificada de 1.579,36 m². O prédio conta com infraestrutura padrão para funcionamento do Tribunal do Júri, Arquivo Geral, Gabinetes, Cartórios, Audiências, Estagiários, Copa, Juizado, Conciliação, Banheiros Públicos e Privativos, Apoio Promotoria e Defensoria. Além disso, todos os ambientes juridicoas contam ainda com sala de arquivo provisório. A parte externa possui estacionamento público e privativo (coberto), sendo o último para juízes e autoridades. A mobilidade (acessibilidade) do prédio é garantida por rampas e banheiros adaptados.

### Atendimento
O fóro de Naviraí atende somente a cidade de Naviraí. Atende na avenida Iguatemi, 22. Segue abaixo as seções de atendimento:
- 2 Varas Cíveis
- 2 Varas Criminais

## OAB - 8ª Subseção
A cidade de Naviraí é sede da 8ª Subseção da Ordem dos Advogados do Brasil  de MS (OAB-MS). Em todo estado são 31 subseções que atendem o interior de MS.